# Detroit Grand Prix 2024
Der Detroit Grand Prix (offiziell Chevrolet Detroit Grand Prix) auf dem Detroit Street Circuit fand am 2. Juni 2024 statt und ging über eine Distanz von 100 Runden à 2,647 km. Es war der sechste Lauf zur IndyCar Series 2024.

## Bericht
Nach 100 Runden ging das Rennen am Detroit River mit dem Sieger Scott Dixon zu Ende. Insgesamt acht Gelbphasen für 47 Runden bewegten verschiedene Teams für einen Strategiewechsel während des Grand Prix. Auf der teils engen und unebenen Rennstrecke bekundeten diverse Fahrer Mühe, das Auto auf der Straße zu halten, als dann auch noch Regen dazu kam reihte sich eine Gelbphase an die nächste. Im Gegensatz zum Chip Ganassi Team hatte Andretti Global mit Polesitter Colton Herta wenig Glück mit der Boxenstopp-Strategie. Herta wurde unter Gelb in die Box geholt und er bekam Slicks aufgezogen, obwohl schon Regen eingesetzt hatte. Eine Runde später holte man ihn wieder an die Box, um Regenreifen zu montieren. Danach kämpfte Herta mit Alex Palou (Chip Ganassi Racing). Bei einem Angriff in Kurve 6 rutschte er gerade aus und er verlor viel Zeit, bis er wieder aus dem Notausgang herauskam. Eine solide Leistung zeigte Marcus Ericsson, der bis anhin bei Andretti Global eine schwierige Saison hatte. Kurz vor Schluss überholte er Marcus Armstrong (Chip Ganassi Racing) und beendete das Renne auf dem zweiten Rang. Trotzdem war Armstrong überglücklich über seinen ersten Podestplatz in der IndyCar Serie. In der Meisterschaft führte zu diesem Zeitpunkt Dixon mit 18 Punkten Vorsprung auf Palou und Will Power (Team Penske) mit einem Rückstand von 31 Zählern.

## Meldeliste
| Startnummer | Fahrer              | Team                             | Motor     |
| ----------- | ------------------- | -------------------------------- | --------- |
| 14          | Santino Ferrucci    | A. J. Foyt Racing                | Chevrolet |
| 41          | Sting Ray Robb      | A. J. Foyt Racing                | Chevrolet |
| 26          | Colton Herta        | Andretti Global / Curb-Agajanian | Honda     |
| 27          | Kyle Kirkwood       | Andretti Global                  | Honda     |
| 28          | Marcus Ericsson     | Andretti Global                  | Honda     |
| 5           | Pato O’Ward         | Arrow McLaren                    | Chevrolet |
| 6           | Théo Pourchaire     | Arrow McLaren                    | Chevrolet |
| 7           | Alexander Rossi     | Arrow McLaren                    | Chevrolet |
| 4           | Kyffin Simpson      | Chip Ganassi Racing              | Honda     |
| 8           | Linus Lundqvist     | Chip Ganassi Racing              | Honda     |
| 9           | Scott Dixon         | Chip Ganassi Racing              | Honda     |
| 10          | Alex Palou          | Chip Ganassi Racing              | Honda     |
| 11          | Marcus Armstrong    | Chip Ganassi Racing              | Honda     |
| 18          | Jack Harvey         | Dale Coyne Racing                | Honda     |
| 51          | Tristan Vautier     | Dale Coyne Racing                | Honda     |
| 20          | Christian Rasmussen | Ed Carpenter Racing              | Chevrolet |
| 21          | Rinus VeeKay        | Ed Carpenter Racing              | Chevrolet |
| 77          | Romain Grosjean     | Juncos Hollinger Racing          | Chevrolet |
| 78          | Agustín Canapino    | Juncos Hollinger Racing          | Chevrolet |
| 60          | Felix Rosenqvist    | Meyer Shank Racing               | Honda     |
| 66          | Helio Castroneves   | Meyer Shank Racing               | Honda     |
| 15          | Graham Rahal        | Rahal Letterman Lanigan Racing   | Honda     |
| 30          | Pietro Fittipaldi   | Rahal Letterman Lanigan Racing   | Honda     |
| 45          | Christian Lundgaard | Rahal Letterman Lanigan Racing   | Honda     |
| 2           | Josef Newgarden     | Team Penske                      | Chevrolet |
| 3           | Scott McLaughlin    | Team Penske                      | Chevrolet |
| 12          | Will Power          | Team Penske                      | Chevrolet |

## Klassifikationen

### Freies Training 1
| Pos. | Nr. | Fahrer       | Team                             | Motor     | Zeit      |
| ---- | --- | ------------ | -------------------------------- | --------- | --------- |
| 1    | 10  | Alex Palou   | Chip Ganassi Racing              | Honda     | 1:01.7210 |
| 2    | 5   | Pato O’Ward  | Arrow McLaren                    | Chevrolet | 1:01.7315 |
| 3    | 26  | Colton Herta | Andretti Global / Curb-Agajanian | Honda     | 1:01.7968 |

### Freies Training 2
| Pos. | Nr. | Fahrer        | Team                             | Motor | Zeit      |
| ---- | --- | ------------- | -------------------------------- | ----- | --------- |
| 1    | 26  | Colton Herta  | Andretti Global / Curb-Agajanian | Honda | 1:01.5726 |
| 2    | 27  | Kyle Kirkwood | Andretti Global                  | Honda | 1:01.7381 |
| 3    | 10  | Alex Palou    | Chip Ganassi Racing              | Honda | 1:01.8982 |

### Qualifying
| Pos. | Nr. | Fahrer              | Team                             | Motor     | Zeit      | Zeit      | Zeit      | Zeit      | Startplatz |
| Pos. | Nr. | Fahrer              | Team                             | Motor     | Q1        | Q1        | Q2        | Q3        | Startplatz |
| Pos. | Nr. | Fahrer              | Team                             | Motor     | Gruppe 1  | Gruppe 2  | Q2        | Q3        | Startplatz |
| ---- | --- | ------------------- | -------------------------------- | --------- | --------- | --------- | --------- | --------- | ---------- |
| 1    | 26  | Colton Herta        | Andretti Global / Curb-Agajanian | Honda     |           | 1:00.5731 | 1:00.2304 | 1:00.5475 | 1          |
| 2    | 10  | Alex Palou          | Chip Ganassi Racing              | Honda     |           | 1:00.3478 | 1:00.6561 | 1:00.6995 | 2          |
| 3    | 2   | Josef Newgarden     | Team Penske                      | Chevrolet | 1:00.8844 |           | 1:00.7055 | 1:00.9607 | 3          |
| 4    | 3   | Scott McLaughlin    | Team Penske                      | Honda     | 1:00.7935 |           | 1:00.6007 | 1:01.3344 | 4          |
| 5    | 9   | Scott Dixon         | Chip Ganassi Racing              | Honda     |           | 1:01.0722 | 1:00.5864 | 1:01.3905 | 5          |
| 6    | 27  | Kyle Kirkwood       | Andretti Global                  | Honda     | 1:00.8962 |           | 1:00.3994 | 1:04.2926 | 6          |
| 7    | 6   | Théo Pourchaire     | Arrow McLaren                    | Chevrolet | 1:00.7000 |           | 1:00.7342 |           | 7          |
| 8    | 12  | Will Power          | Team Penske                      | Chevrolet | 1:00.9537 |           | 1:00.7612 |           | 8          |
| 9    | 28  | Marcus Ericsson     | Andretti Global                  | Honda     |           | 1:00.7537 | 1:00.8505 |           | 9          |
| 10   | 14  | Santino Ferrucci    | A. J. Foyt Racing                | Chevrolet | 1:01.2906 |           | 1:01.0351 |           | 10         |
| 11   | 45  | Christian Lundgaard | Rahal Letterman Lanigan Racing   | Honda     |           | 1:00.4142 | 1:01.1663 |           | 11         |
| 12   | 5   | Pato O’Ward         | Arrow McLaren                    | Chevrolet |           | 1:01.0292 | 1:03.0479 |           | 12         |
| 13   | 20  | Christian Rasmussen | Ed Carpenter Racing              | Chevrolet | 1:01.3930 |           |           |           | 13         |
| 14   | 15  | Graham Rahal        | Rahal Letterman Lanigan Racing   | Honda     |           | 1:01.1336 |           |           | 14         |
| 15   | 77  | Romain Grosjean     | Juncos Hollinger Racing          | Chevrolet | 1:01.4933 |           |           |           | 15         |
| 16   | 30  | Pietro Fittipaldi   | Rahal Letterman Lanigan Racing   | Honda     |           | 1:01.3684 |           |           | 16         |
| 17   | 7   | Alexander Rossi     | Arrow McLaren                    | Chevrolet | 1:01.5905 |           |           |           | 17         |
| 18   | 78  | Agustín Canapino    | Juncos Hollinger Racing          | Chevrolet |           | 1:01.5566 |           |           | 18         |
| 19   | 1   | Rinus VeeKay        | Ed Carpenter Racing              | Chevrolet | 1:01.6040 |           |           |           | 19         |
| 20   | 11  | Marcus Armstrong    | Chip Ganassi Racing              | Honda     |           | 1:01.7406 |           |           | 20         |
| 21   | 8   | Linus Lundqvist     | Chip Ganassi Racing              | Honda     | 1:01.6297 |           |           |           | 21         |
| 22   | 60  | Felix Rosenqvist    | Meyer Shank Racing               | Honda     |           | 1:01.7441 |           |           | 22         |
| 23   | 4   | Kyffin Simpson      | Chip Ganassi Racing              | Honda     | 1:01.7770 |           |           |           | 23         |
| 24   | 41  | Sting Ray Robb      | A. J. Foyt Racing                | Chevrolet |           | 1:01.8454 |           |           | 24         |
| 25   | 51  | Tristan Vautier     | Dale Coyne Racing                | Honda     | 1:02.2091 |           |           |           | 25         |
| 26   | 66  | Helio Castroneves   | Meyer Shank Racing               | Honda     |           | 1:01.9687 |           |           | 26         |
| 27   | 18  | Jack Harvey         | Dale Coyne Racing                | Honda     |           | 1:02.1185 |           |           | 27         |

### Endergebnis
| Pos. | Nr. | Fahrer                  | Rd. | Start | Zeit/Rückstand | Boxenstopps | Führungsrunden | Punkte |
| ---- | --- | ----------------------- | --- | ----- | -------------- | ----------- | -------------- | ------ |
| 1    | 9   | Scott Dixon             | 100 | 5     | 2:06:07.9684   | 2           | 35             | 53     |
| 2    | 28  | Marcus Ericsson         | 100 | 9     | 0.8567         | 2           |                | 40     |
| 3    | 11  | Marcus Armstrong        | 100 | 19    | 4.9129         | 4           |                | 35     |
| 4    | 27  | Kyle Kirkwood           | 100 | 6     | 6.1249         | 2           | 24             | 33     |
| 5    | 7   | Alexander Rossi         | 100 | 16    | 8.9532         | 4           |                | 30     |
| 6    | 12  | Will Power              | 100 | 8     | 10.1045        | 4           |                | 28     |
| 7    | 5   | Pato O’Ward             | 100 | 12    | 11.4821        | 4           |                | 26     |
| 8    | 60  | Felix Rosenqvist        | 100 | 22    | 15.4998        | 4           |                | 24     |
| 9    | 14  | Santino Ferrucci        | 100 | 10    | 18.2882        | 5           |                | 22     |
| 10   | 6   | Theo Pourchaire (R)     | 100 | 7     | 18.8912        | 4           |                | 20     |
| 11   | 45  | Christian Lundgaard     | 100 | 11    | 23.3158        | 4           | 6              | 20     |
| 12   | 78  | Agustin Canapino        | 100 | 17    | 27.3674        | 4           |                | 18     |
| 13   | 30  | Pietro Fittipaldi       | 100 | 15    | 28.3686        | 4           |                | 17     |
| 14   | 21  | Rinus VeeKay            | 100 | 18    | 29.4122        | 3           |                | 16     |
| 15   | 15  | Graham Rahal            | 100 | 20    | 30.1565        | 4           |                | 15     |
| 16   | 10  | Alex Palou              | 100 | 2     | 39.0438        | 5           | 1              | 15     |
| 17   | 18  | Jack Harvey             | 100 | 26    | 46.3377        | 5           |                | 13     |
| 18   | 51  | Tristan Vautier         | 99  | 24    | 1 Rd.          | 4           |                | 12     |
| 19   | 26  | Colton Herta            | 99  | 1     | 1 Rd.          | 4           | 33             | 13     |
| 20   | 3   | Scott McLaughlin        | 99  | 4     | 1 Rd.          | 2           |                | 10     |
| 21   | 41  | Sting Ray Robb          | 99  | 23    | 1 Rd.          | 4           |                | 9      |
| 22   | 8   | Linus Lundqvist (R)     | 99  | 21    | 1 Rd.          | 5           |                | 8      |
| 23   | 77  | Romain Grosjean         | 97  | 14    | 3 Rd.          | 2           |                | 7      |
| 24   | 4   | Kyffin Simpson (R)      | 96  | 27    | 4 Rd.          | 6           |                | 6      |
| 25   | 66  | Helio Castroneves       | 95  | 25    | 5 Rd.          | 5           |                | 5      |
| 26   | 2   | Josef Newgarden         | 94  | 3     | 6 Rd.          | 5           | 1              | 6      |
| 27   | 20  | Christian Rasmussen (R) | 24  | 13    | Motorschaden   | 0           |                | 5      |

(R)=Rookie / 8 Gelbphasen für insgesamt 47 Rd. / alle Starter auf Firestone-Reifen